# Mycetophila pollicata
Mycetophila pollicata är en tvåvingeart som beskrevs av Edwards 1927. Mycetophila pollicata ingår i släktet Mycetophila och familjen svampmyggor. Inga underarter finns listade i Catalogue of Life.